# Сент-Этьен-су-Барбюиз
Сент-Этье́н-су-Барбюи́з (фр. Saint-Étienne-sous-Barbuise) — коммуна во Франции, находится в регионе Шампань — Арденны. Департамент — Об. Входит в состав кантона Арси-сюр-Об. Округ коммуны — Труа.
Код INSEE коммуны — 10338.
Коммуна расположена приблизительно в 135 км к востоку от Парижа, в 55 км южнее Шалон-ан-Шампани, в 23 км к северу от Труа.

## Население
Население коммуны на 2008 год составляло 134 человека.
| 1962 | 1968 | 1975 | 1982 | 1990 | 1999 | 2008 |
| ---- | ---- | ---- | ---- | ---- | ---- | ---- |
| 129  | 154  | 144  | 147  | 117  | 118  | 134  |

## Администрация
| Период | Период | Фамилия      | Партия | Примечания |
| ------ | ------ | ------------ | ------ | ---------- |
| 1977   | 1995   | Поль Добиньи |        |            |
| 1995   | 2014   | Клод Визёр   |        |            |

## Экономика

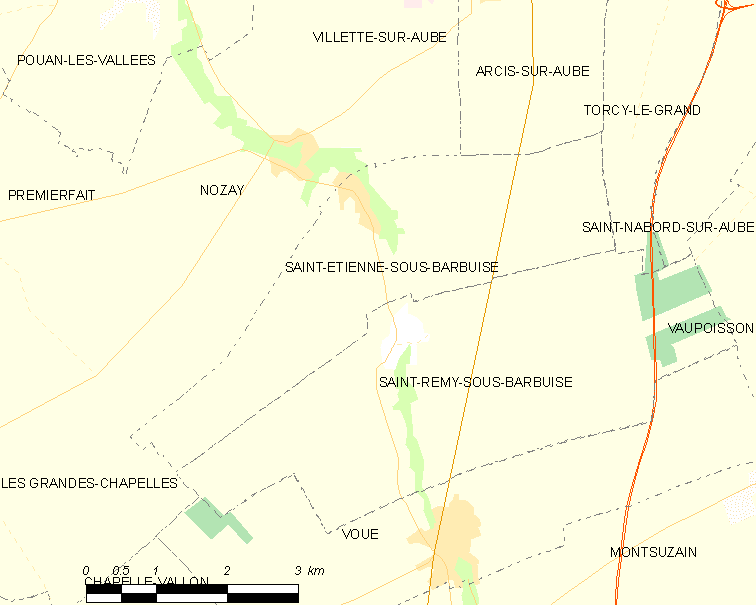
Карта коммуны

В 2007 году среди 82 человек в трудоспособном возрасте (15—64 лет) 64 были экономически активными, 18 — неактивными (показатель активности — 78,0 %, в 1999 году было 72,9 %). Из 64 активных работали 58 человек (33 мужчины и 25 женщин), безработных было 6 (1 мужчина и 5 женщин). Среди 18 неактивных 7 человек были учениками или студентами, 5 — пенсионерами, 6 были неактивными по другим причинам.